# Гаце-Слупецькі
Гаце-Слупецькі (пол. Gace Słupieckie) — село в Польщі, у гміні Лубніце Сташовського повіту Свентокшиського воєводства.
Населення — 222 особи (2011).
У 1975-1998 роках село належало до Тарнобжезького воєводства.

## Демографія
Демографічна структура на день 31 березня 2011 року:
|          | Загалом | Допрацездатний вік | Працездатний вік | Постпрацездатний вік |
| -------- | ------- | ------------------ | ---------------- | -------------------- |
| Чоловіки | 105     | 18                 | 71               | 16                   |
| Жінки    | 117     | 35                 | 54               | 28                   |
| Разом    | 222     | 53                 | 125              | 44                   |